# Sechsmänniger Tännel
Der Sechsmännige Tännel (Elatine hexandra), auch Stiel-Tännel  oder Sechsstaubblättriger Tännel genannt, ist eine Pflanzenart aus der Gattung Elatine innerhalb der Familie der Tännelgewächse (Elatinaceae). Er gedeiht in Europa im Süßwasser.

## Beschreibung

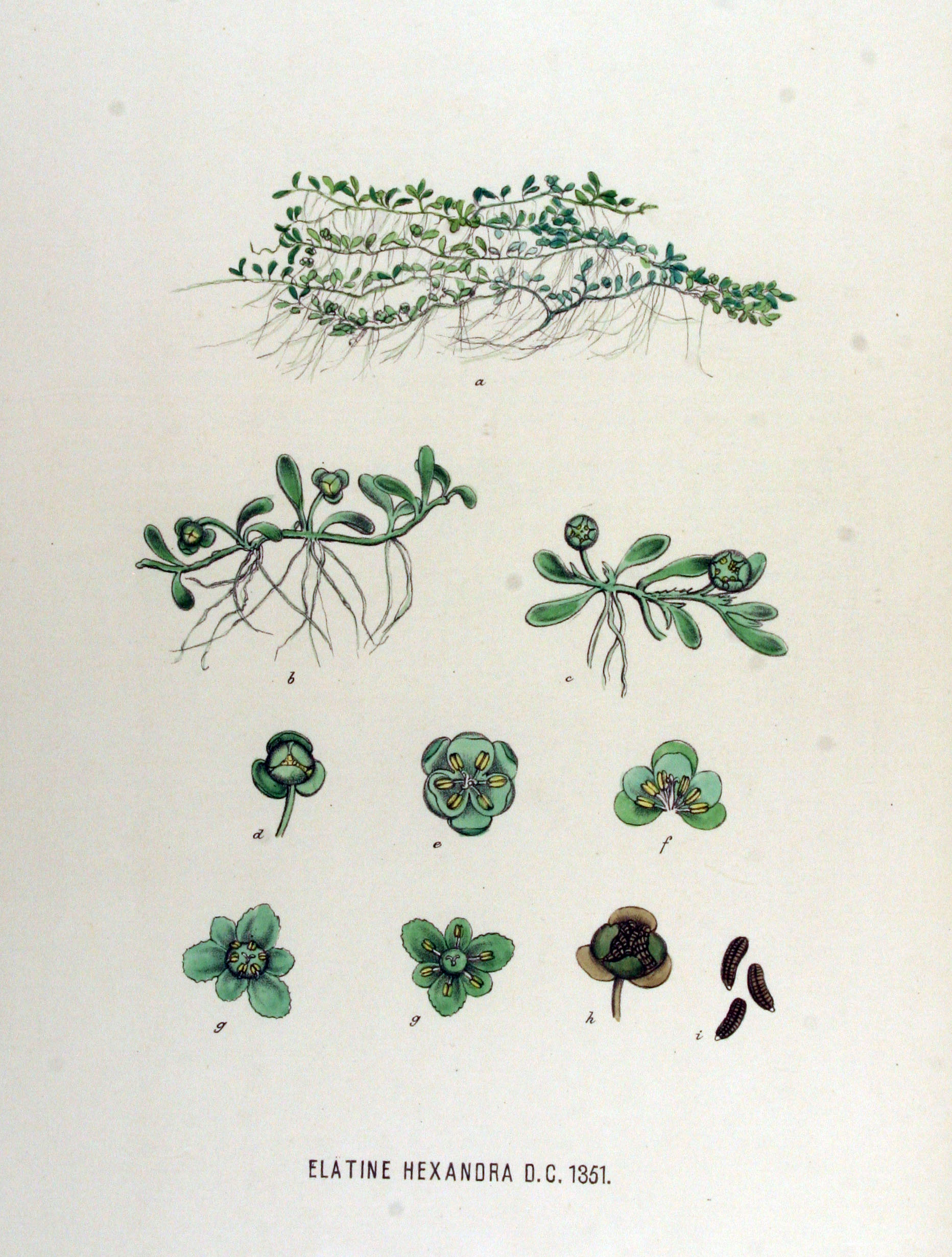
Illustration aus Flora Batava, Volume 17

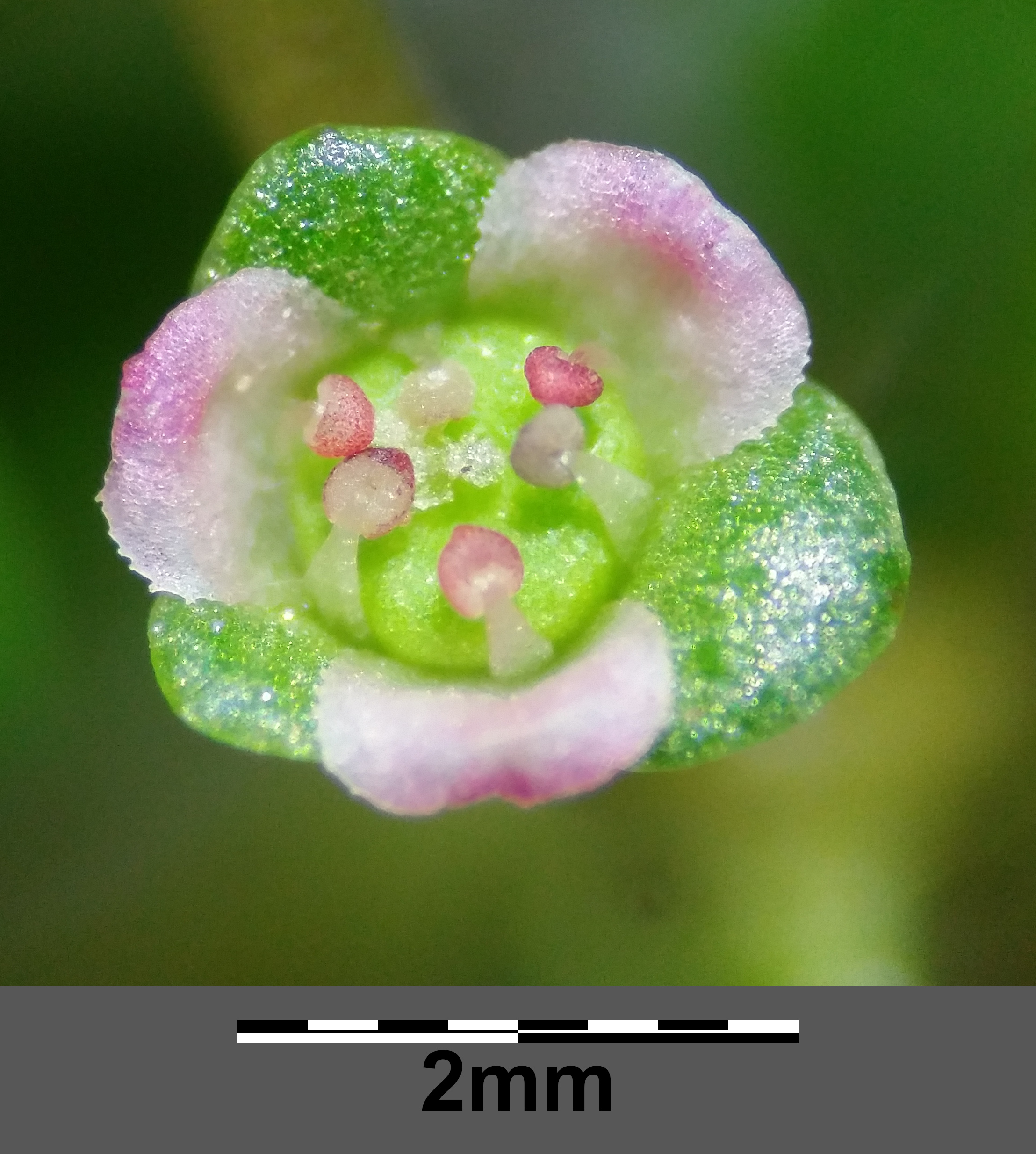
Blüte

### Vegetative Merkmale
Der Sechsmännige Tännel ist eine einjährige krautige Pflanze. Der Stängel ist 2 bis 20 Zentimeter lang. Die Laubblätter sind ganzrandig. Sie sind eilänglich, in den Stiel verschmälert und ihre Spreite ist so lang oder länger als der Stiel. Sie sind mit Stiel bis 10 Millimeter lang und bis 3,5 Millimeter breit. Die Nebenblätter sind meist dreieckig, durchsichtig und am Rand unregelmäßig gezähnt.

### Generative Merkmale
Die Blütezeit reicht von Juni bis September. Der Blütenstiel ist meist 0,5 bis 5, selten bis zu 10 Millimeter lang.
Die zwittrigen Blüten sind dreizählig mit doppelter Blütenhülle. Der Kelch ist dreiteilig. Die drei rosafarbenen oder weißen Kronblätter sind länger als der Kelch. Es sind sechs Staubblätter vorhanden.
Die Samen sind fast gerade und haben deutliche Längsrippen.
Die Chromosomenzahl beträgt 2n = 72 of 108.

## Vorkommen und Gefährdung
Der Sechsmännige Tännel kommt in Europa und auf den Azoren vor. Die größte Verbreitungsdichte liegt in Frankreich, ansonsten ist das disjunkte Areal in zahlreiche Einzelvorkommen zersplittert. Die Südwestgrenze liegt in Portugal, die Nordgrenze im südlichen Schweden und im südlichen Norwegen bei 62° nördlicher Breite. Die Ostgrenze liegt in Schlesien, Mähren und in Siebenbürgen. In Mitteleuropa findet man ihn im Bereich der Mittelgebirge vereinzelt in Gegenden mit Teichwirtschaften, außerdem im Tiefland; sehr selten tritt er auf im Teichgebiet zwischen Schwarznach und Regen, ebenso in der Westschweiz, am Alpensüdfuß und in Niederösterreich. Er kommt aber auch im Reisanbaugebiet Oberitaliens relativ häufig vor. Da seine Samen von Wasservögeln verschleppt werden, ist mit Neuansiedlungen – vor allem am Alpensüdfuß, vielleicht auch in Süddeutschland – immer zu rechnen.
Der Sechsmännige Tännel gedeiht auf kalk- und vor allem stickstoffarmen Böden, er wächst aber auch auf mäßig basenhaltigem Schlammboden. Er besiedelt in Mitteleuropa wenig tiefe Stellen an Tümpel- und Teichufern, geht aber auch in Altwässer, seltener in wasserspiegelnahe, zeitweise überschwemmte und dauernasse Uferpartien. Er gedeiht meist in stehenden Gewässern mit einer Wassertiefe von 19 bis 30 Zentimeter. Er ist in Mitteleuropa eine Charakterart des Eleocharitetum acicularis, kommt aber auch in anderen Pflanzengesellschaften der Ordnung Cyperetalia vor.
Die ökologischen Zeigerwerte nach Landolt et al. 2010 sind in der Schweiz: Feuchtezahl F = 4+w+ (nass aber stark wechselnd), Lichtzahl L = 4 (hell), Reaktionszahl R = 3 (schwach sauer bis neutral), Temperaturzahl T = 4 (kollin), Nährstoffzahl N = 4 (nährstoffreich), Kontinentalitätszahl K = 4 (subozeanisch).
Elatine hexandra gilt in Deutschland als „gefährdet“, in der Schweiz als „vom Aussterben bedroht“.